# Speyeria pugetensis
Speyeria pugetensis är en fjärilsart som beskrevs av Ralph L. Chermock och Frechin 1947. Speyeria pugetensis ingår i släktet Speyeria och familjen praktfjärilar. Inga underarter finns listade i Catalogue of Life.